# Karl Sommer (Verfahrenstechniker)
Karl Sommer (* 24. Juni 1943 in Ludwigshafen am Rhein) ist ein deutscher Verfahrenstechniker und Universitätsprofessor.

## Leben
Sommer besuchte von 1950 bis 1954 eine Volksschule in Ludwigshafen, anschließend das Mathematisch-Naturwissenschaftliche Gymnasium in Ludwigshafen, wo er 1963 die Allgemeine Hochschulreife erwarb. Daran schloss sich ein Studium der Verfahrenstechnik mit physikalischer Vertiefung an der Technischen Hochschule Karlsruhe, später Universität Karlsruhe (TH), heute Karlsruher Institut für Technologie (KIT) an, das er 1968 mit der Diplom-Hauptprüfung abschloss. Es folgte eine Tätigkeit als Doktorand und wissenschaftlicher Mitarbeiter im Institut für Mechanische Verfahrenstechnik der Universität Karlsruhe. Im Jahr 1974 promovierte er bei Hans Rumpf als Hauptreferent und Marcel Loncin als Korreferent mit der Dissertation „Physikalische Vorgänge beim Conchieren“.
Nach einigen Jahren bei der BASF in Ludwigshafen wurde er 1982 auf den Lehrstuhl für Verfahrenstechnik disperser Systeme (heutige Bezeichnung) der Technischen Universität München (TUM) in Weihenstephan berufen, den er bis 2008 innehatte.

## Veröffentlichungen
- Probenahme von Pulvern und körnigen Massengütern, Springer-Verlag, Berlin – Heidelberg – New York 1979
- Zahlreiche Aufsätze in Fachzeitschriften (siehe die Webseite des Lehrstuhls)